# Wallenried (Dirlewang)
Wallenried ist ein Ortsteil des oberschwäbischen Marktes Dirlewang im Landkreis Unterallgäu in Bayern. 

## Lage
Die Einöde liegt etwa drei Kilometer südlich des Hauptortes und ist über die Kreisstraße MN 4 mit dem Hauptort verbunden. Im Osten befindet sich der Mühlwald, die übrigen Flächen werden überwiegend landwirtschaftlich genutzt. 

## Geschichte
Bei einem Schiedsspruch wurde 1416 der Ort mit „gen den 2 Walhersried“ erstmals urkundlich fassbar. 1657 wurde der Weiler „Wiesmähder“ und 1721 „Wallenried Mähder“ bezeichnet. Michael Port erwarb 1862 das Haus Nummer 1, die sogenannte obere Mühle, von Johann Kohler im Tausch gegen das Anwesen mit der Haus Nummer 68, das sogenannte Wallenriednahdholz. Er rodete das Grundstück und errichtete darauf ein landwirtschaftliches Anwesen mit der Hausnummer 126. Ludwig Sauter teilte später das Anwesen. Zwischen 1900 und 1908 wurden die Ökonomiegebäude errichtet, das Wohnhaus kam 1922 dazu. Franz Sales und Viktoria Sauter erhielten das Anwesen im Jahre 1924. Nach dem Tode von Ludwig Sauter im Jahre 1927 übernahm die Witwe Maria Sauter für ein Jahr das Anwesen, bevor es an den Sohn Karl übergeben wurde. Das Anwesen ist noch im Besitz der Familie Sauter.